# Volksanwaltschaft
Volksanwaltschaft (pol. Adwokatura Ludowa lub Rzecznik Ludowy) – kolegialny organ ochrony praw człowieka (pełni funkcję tzw. ombudsmana). Kontroluje on działalność administracji publicznej oraz odpowiada za promowanie i ochronę praw obywatelskich.
Składa się z 3 członków powoływanych przez Radę Narodową na 6-letnią kadencję. Ta sama osoba może pełnić ponownie tę funkcję tylko jeden raz. Członkowie tego organu rotacyjnie zmieniają się co roku w wykonywaniu urzędu Przewodniczącego.
Urzędników Volksanwaltschaft powołuje Prezydent Federalny na wniosek i za kontrasygnatą Przewodniczącego.
Skargę do Volksanwaltschaft może złożyć każdy z powodu nieprawidłowości w funkcjonowaniu administracji publicznej, w szczególności w razie naruszenia praw człowieka.
Dodatkowo może on zwracać się do Trybunału Konstytucyjnego z wnioskiem o zbadanie konstytucyjności rozporządzeń wydawanych przez organy federalne i rozporządzeń wydawanych przez rządy krajów związkowych, jeśli konstytucja danego kraju związkowego na to zezwala.
Współdziała też w załatwianiu kierowanych do Rady Narodowej petycji i inicjatyw obywatelskich.
Co roku składa sprawozdanie ze swojej działalności Radzie Narodowej i Radzie Federalnej.
Jego siedziba jest również siedzibą Międzynarodowego Instytutu Ombudsmana, którego Sekretarzem Generalnym z urzędu zostaje jeden z członków austriackiego ombudsmana.

## Lista członków[11][12]
| Lata        | Imię i nazwisko                | Imię i nazwisko                         | Imię i nazwisko                                     |
| ----------- | ------------------------------ | --------------------------------------- | --------------------------------------------------- |
| 1977–1983   | Robert Weisz (SPÖ)             | Franz Bauer (ÖVP), do 1988              | Gustav Zeillinger (FPÖ)                             |
| 1983–1989   | Franziska Fast (SPÖ)           | Franz Bauer (ÖVP), do 1988              | Helmuth Josseck (FPÖ)                               |
| 1983–1989   | Franziska Fast (SPÖ)           | Herbert Kohlmaier (ÖVP), od 1988        | Helmuth Josseck (FPÖ)                               |
| 1989–1995   | Evelyn Messner (SPÖ), do 1998  | Horst Schender (FPÖ)                    |                                                     |
| 1995–2001   | Evelyn Messner (SPÖ), do 1998  | Horst Schender (FPÖ)                    | Ingrid Korosec (ÖVP)                                |
| 1995–2001   | Christa Krammer (SPÖ), od 1999 | Horst Schender (FPÖ)                    | Ingrid Korosec (ÖVP)                                |
| 2001–2007   | Peter Kostelka (SPÖ)           | Rosemarie Bauer (ÖVP)                   | Ewald Stadler (FPÖ), do 2006                        |
| 2001–2007   | Peter Kostelka (SPÖ)           | Rosemarie Bauer (ÖVP)                   | Hilmar Kabas (FPÖ), od 2006                         |
| 2007–2013   | Peter Kostelka (SPÖ)           | Maria Fekter (ÖVP), do 2008             | Terezija Stoisits (Zieloni)                         |
| 2007–2013   | Peter Kostelka (SPÖ)           | Gertrude Brinek (ÖVP), od 14 lipca 2008 | Terezija Stoisits (Zieloni)                         |
| 2013–2019   | Günther Kräuter (SPÖ)          | Peter Fichtenbauer (FPÖ)                |                                                     |
| 2019 – 2025 | Bernhard Achitz (SPÖ)          | Werner Amon (ÖVP), do lipca 2022        | Walter Rosenkranz (FPÖ), do 23 października 2024 r. |
| 2019 – 2025 | Bernhard Achitz (SPÖ)          | Gaby Schwarz, od lipca 2022             | Elisabeth Schwetz, od 20 listopada 2024             |